# Grand Prix 1936
Grand Prix-säsongen 1936 bestod av ett EM och ett antal mindre tävlingar. Europamästare blev tysken Bernd Rosemeyer som körde för Auto Union.

## Slutställning EM
| Plats | Förare            | Poäng |
| ----- | ----------------- | ----- |
| 1     | Bernd Rosemeyer   | 10    |
| 2     | Hans Stuck        | 15    |
| 3     | Tazio Nuvolari    | 17    |
| 4     | Achille Varzi     | 19    |
| 5     | Raymond Sommer    | 21    |
| 6     | Rudolf Caracciola | 22    |

## Grand Prix inkluderade i EM
| Grand Prix           | Bana        | Vinnande förare   | Vinnande tillverkare |
| -------------------- | ----------- | ----------------- | -------------------- |
| Monacos Grand Prix   | Monte Carlo | Rudolf Caracciola | Mercedes-Benz        |
| Tysklands Grand Prix | Nürburgring | Bernd Rosemeyer   | Auto Union           |
| Schweiz Grand Prix   | Bremgarten  | Bernd Rosemeyer   | Auto Union           |
| Italiens Grand Prix  | Monza       | Bernd Rosemeyer   | Auto Union           |

## Grand Prix utanför mästerskapet
| Grand Prix                 | Bana            | Vinnande förare       | Vinnande tillverkare |
| -------------------------- | --------------- | --------------------- | -------------------- |
| Paus Grand Prix            | Pau             | Philippe Étancelin    | Maserati             |
| Tripolis Grand Prix        | Mellaha         | Achille Varzi         | Auto Union           |
| Finlands Grand Prix        | Djurgårdsloppet | Eugen Bjørnstad       | Alfa Romeo           |
| Tunis Grand Prix           | Carthage        | Rudolf Caracciola     | Mercedes-Benz        |
| Frontières Grand Prix      | Chimay          | Eddie Hertzberger     | MG                   |
| Penya Rhin Grand Prix      | Montjuïc Park   | Tazio Nuvolari        | Alfa Romeo           |
| Rio de Janeiros Grand Prix | Gávea           | Vittorio Coppoli      | Bugatti              |
| Eifelrennen                | Nürburgring     | Bernd Rosemeyer       | Auto Union           |
| Ungerns Grand Prix         | Budapest        | Tazio Nuvolari        | Alfa Romeo           |
| Milanos Grand Prix         | Milano          | Tazio Nuvolari        | Alfa Romeo           |
| Sâo Paulos Grand Prix      | Sâo Paulo       | Carlo Maria Pintacuda | Alfa Romeo           |
| Deauville Grand Prix       | Deauville       | Jean-Pierre Wimille   | Bugatti              |
| Portugals Grand Prix       | Vila Real       | Vasco do Sameiro      | Alfa Romeo           |
| Coppa Ciano                | Livorno         | Pintacuda, Nuvolari   | Alfa Romeo           |
| Coppa Acerbo               | Pescara         | Bernd Rosemeyer       | Auto Union           |
| Junior Car Club 200 miles  | Donington Park  | Richard Seaman        | Delage               |
| Coppa Edda Ciano           | Lucca           | Mario Tadini          | Alfa Romeo           |
| Modenas Grand Prix         | Modena          | Tazio Nuvolari        | Alfa Romeo           |
| Doningtons Grand Prix      | Donington Park  | Rüesch, Seaman        | Alfa Romeo           |
| Vanderbilt Cup             | Roosevelt Field | Tazio Nuvolari        | Alfa Romeo           |
| Mountain Championships     | Brooklands      | Raymond Mays          | ERA                  |
| Argentinas Grand Prix      | Costanera       | Carlos Arzani         | Alfa Romeo           |